# Професионална гимназия по транспорт (Сливница)
Професионална гимназия по транспорт „Никола Йонков Вапцаров“ е средно специално училище в град Сливница.

## История
ПГ по транспорт е създадена през 1969 година и първоначално в нея се е извършвало обучение по професията „Монтьор на транспортна техника“ и специалността „Автотранспортна техника“ от професионално направление „Моторни превозни средства, кораби и въздухоплавателни средства“. Част от обучението е била и подготовката на водачи на МПС, кат. С

## Училището предоставя
- Висококвалифицирани преподаватели;
- Материална база, обезпечаваща качествено обучение по професионална и общообразователна подготовка;
- Безплатно обучение за управление на МПС, категория „B“ – за всички професии;
- Фитнес-зала със свободен достъп;
- Футболен стадион и професионални треньори по футбол от ФК „Академик“ и ФК „Сливнишки герой“;
- Обучение в извънкласни форми по радиоуправляеми модели и управление на картове.

Учениците придобиват професионална подготовка по
- устройство на двигателите с вътрешно горене;
- експлоатация на автотранспортната техника;
- електронни системи в автотранспортната техника;
- диагностика;
- информационни технологии в професията;
- безопасност на движението по пътищата.

ПГТ „Н. Й. Вапцаров“ провежда със своите ученици занимания по управление на картинг.